# Elymostachys badachschanica
Elymostachys badachschanica är en gräsart som beskrevs av Nikolai Nikolaievich Tzvelev. Elymostachys badachschanica ingår i släktet Elymostachys och familjen gräs. Inga underarter finns listade i Catalogue of Life.